# Airgo Networks
Airgo Networks (anciennement Woodside Networks) est une société basée à Palo Alto, en Californie, spécialisée dans le développement de la technologie sans fil à entrées et sorties multiples (MIMO). Airgo Networks a été fondée en 2001 par Gregory Raleigh, V.K. Jones, David Johnson, Geert Awater, Rolf de Vegt et Richard van Nee.
Airgo a été l'un des principaux promoteurs de la norme 802.11n. La société a commencé à livrer les premiers jeux de puces MIMO-OFDM au monde en 2003.
En septembre 2005, Airgo Networks a lancé son jeu de puces True MIMO de troisième génération, qui prend en charge des débits de données allant jusqu'à 240 Mbit/s.
Le 3 décembre 2006, Qualcomm a annoncé l'acquisition d'Airgo Networks pour un montant non divulgué,. Airgo appartient désormais à Qualcomm, bien qu'elle soit toujours située à Palo Alto, tandis que le siège de Qualcomm se trouve à San Diego.